# Bassikounou
El departament de Bassikounou és un departament del extrem sud-est de Mauritània, que agafa el seu nom de l'oasi central. Tenia a l'oest el territori de Kork i al sud-est Nampala. El 1893 fou inclòs en el cercle de Sokolo. Cap al final de la Segona Guerra Mundial, i després d'un canvi de la política francesa en relació als caps maures, als que el govern de Vichy havia perjudicat, es va decidir per consens entre el governador de la colònia de l'Àfrica Occidental Francesa (probablement amb l'acord del governador de la colònia de Mauritània Christian Robert Roger Laigret) i el Ministeri de Colònies, es va decidir transferir l'administració de l'Hodh a Mauritània; el governador va emetre un decret fixant els límits fronterers, però el governador no tenia autoritat per fer un canvi de fronteres, de manera que en realitat la zona seguia sent jurídicament part del Sudan Francès però administrada per Mauritània per la delimitació frontera decretada. Posteriorment la zona fou assignada a Mauritània l'1 de gener de 1954 segregant-se formalment de la colònia del Sudan Francès. Els líders natius d'aquesta colònia no hi van estar d'acord.